# Francesco Pitti
Francesco Pitti, conocido por su seudónimo Pizio da Montevarchi, fue un poeta y humanista italiano originario de Montevarchi.

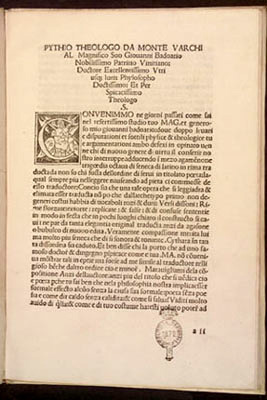
Primeras palabras de Hipólito de Seneca traducidos por Pizio de Montevarchi.

Como novicio de la Orden de los Hermanos Menores Capuchinos, realizó estudios universitarios en Florencia licenciándose en Teología el 10 de junio de 1493. En la capital de la Toscana también tuvo la oportunidad de desarrollar su pasión por las letras asistiendo a la escuela poética-latina que era propiedad de Ugolino di Vieri. 
Tras hacer sus votos, fue trasladado a Venecia. Ahí conoció al erudito veneciano Giovanni Badoer y al poeta sienés Filippo Galli. Juntos formaron una sociedad literaria que culminó en la composición de un Opus Pastoralis de cuatro prosas y cuatro églogas que tiene por protagonistas a Phytio (Pitti), Phylenio (Galli) y Phylareto (Badoer). Desde ese momento, el seudónimo literario de Francesco Pitti fue definitivamente Pizio da Montevarchi.
Su nombre artístico se hizo famoso a partir del 2 de octubre de 1497, cuando salió su traducción a la lengua vernácula dell'Ippolito de Seneca en Venecia, texto impreso por Cristoforo de Pensi, el primero en endecasílabos y heptasílabos del estilo égloga, que se convirtió rápidamente en un éxito de ventas.
Una firma de Pizio, que probablemente se remonta al periodo florentino, y también una traducción en tercetos dantescas del Hercules Furens de Seneca, se conservan escrita a mano y no publicadas en la Biblioteca Classense de Rávena con el código 106.